# Thiré
Thiré – miejscowość i gmina we Francji, w regionie Kraj Loary, w departamencie Wandea.
Według danych na rok 1990 gminę zamieszkiwało 446 osób, a gęstość zaludnienia wynosiła 38 osób/km² (wśród 1504 gmin Kraju Loary Thiré plasuje się na 872. miejscu pod względem liczby ludności, natomiast pod względem powierzchni na miejscu 930.).